# Baccha sibirica
Baccha sibirica är en tvåvingeart som beskrevs av Violovitsh 1976. Baccha sibirica ingår i släktet nålblomflugor, och familjen blomflugor. Inga underarter finns listade i Catalogue of Life.